# 天主教聖胡安德洛斯拉戈斯教區
天主教聖胡安德洛斯拉戈斯教區（拉丁語：Dioecesis Sancti Ioannis a Lacubus）是墨西哥一個羅馬天主教教區，屬瓜達拉哈拉總教區。
教區成立於1972年3月25日，位於哈利斯科州東北部。2012年有教友1,047,000人（佔轄區總人口97.2%）、七十四個堂區、300名司鐸。現任教區主教為若瑟·特立尼達·塞普爾韋達·魯伊斯-貝拉斯科。